# العلاقات الليتوانية الناوروية
العلاقات الليتوانية الناوروية هي العلاقات الثنائية التي تجمع بين ليتوانيا وناورو.

## مقارنة بين البلدين
هذه مقارنة عامة ومرجعية للدولتين:
| وجه المقارنة                                              | ليتوانيا                                                    | ناورو                          |
| --------------------------------------------------------- | ----------------------------------------------------------- | ------------------------------ |
| المساحة (كم2)                                             | 65.30 ألف                                                   | 21                             |
| عدد السكان (نسمة)                                         | 2.79 مليون                                                  | 10.08 ألف                      |
| الكثافة السكانية (ن./كم²)                                 | 42.73                                                       | 48.00 ألف                      |
| العاصمة                                                   | فيلنيوس، كاوناس                                             | ضاحية يارين                    |
| اللغة الرسمية                                             | اللغة الليتوانية                                            | اللغة الناورونية، لغة إنجليزية |
| العملة                                                    | ليتاس ليتواني، يورو                                         | دولار أسترالي                  |
| الناتج المحلي الإجمالي (بليون دولار)                      | 47.17 مليار                                                 | 113.88 مليون                   |
| الناتج المحلي الإجمالي (تعادل القوة الشرائية) بليون دولار | 84.06 مليار                                                 | 162.98 مليون                   |
| الناتج المحلي الإجمالي الاسمي للفرد دولار أمريكي          | 14.15 ألف                                                   | 9.83 ألف                       |
| الناتج المحلي الإجمالي للفرد دولار أمريكي                 | 27.69 ألف                                                   |                                |
| مؤشر التنمية البشرية                                      | 0.839                                                       |                                |
| رمز المكالمات الدولي                                      | +370                                                        | +674                           |
| رمز الإنترنت                                              | .lt                                                         | .nr                            |
| المنطقة الزمنية                                           | ت ع م+02:00، ت ع م+03:00، أوروبا/فيلنيوس ‏، توقيت شرق أوروبا | ت ع م+12:00                    |

## منظمات دولية مشتركة
يشترك البلدان في عضوية مجموعة من المنظمات الدولية، منها:
| علم المنظمة | اسم المنظمة                   | تاريخ انضمام ليتوانيا | تاريخ انضمام ناورو |
| ----------- | ----------------------------- | --------------------- | ------------------ |
|             | منظمة الشرطة الجنائية الدولية | ?                     | ?                  |
|             | يونسكو                        | 7 أكتوبر 1991         | 17 أكتوبر 1996     |
|             | منظمة حظر الأسلحة الكيميائية  | ?                     | ?                  |
|             | الاتحاد البريدي العالمي       | ?                     | ?                  |
|             | الأمم المتحدة                 | 17 سبتمبر 1991        | 14 سبتمبر 1999     |
|             | الاتحاد الدولي للاتصالات      | 1 يوليو 1923          | 10 يونيو 1969      |

## وصلات خارجية
- موقع وزارة الخارجية الليتوانية